# KBO 퓨처스리그
KBO 퓨처스리그(영어: KBO Futures League)는 KBO 리그의 2군 리그이다.

## 개요
1990년부터 시작했으며, 2008년부터는 한국야구퓨처스리그라는 명칭을 정식으로 사용했다. 이후 KBO의 브랜드 아이덴디티 통합 작업에 따라 2015시즌부터 KBO 퓨처스리그라는 새로운 명칭을 사용하게 되었다.
2012년부터 제 9구단 NC 다이노스와 일본 프로 야구 후쿠오카 소프트뱅크 호크스 3군(4, 5, 7월에 참가)가 참가한다. 2014년부터 제 10구단 kt 위즈가 참가하였다. 2015년 대한민국 최초의 독립구단인 고양 원더스가 해체하였다. 후쿠오카 소프트뱅크 호크스는 2015년부터 참가하지 않는다.
2015년 기존 2개 리그 체제(남부 리그, 북부 리그)에서 3개리그 체제(남부 리그, 중부 리그, 북부 리그)로 변경되었다.
2016년 다시 2개 리그 체제(남부 리그, 북부 리그)로 변경되었다.

## 현재의 KBO 퓨처스리그 팀

### 남부리그
| 구단명        | 연고지 | 경기장                   |
| ------------- | ------ | ------------------------ |
| 롯데 자이언츠 | 김해시 | 상동야구장               |
| 상무 피닉스   | 문경시 | 문경상무야구장           |
| 창원 다이노스 | 창원시 | 마산종합운동장 야구장    |
| 삼성 라이온즈 | 경산시 | 삼성 라이온즈 볼파크     |
| kt wiz        | 익산시 | 익산 국가대표 야구훈련장 |
| KIA 타이거즈  | 함평군 | 함평-기아 챌린저스 필드  |

### 북부리그
| 구단명        | 연고지 | 경기장                   |
| ------------- | ------ | ------------------------ |
| LG 트윈스     | 이천시 | LG챔피언스파크           |
| 두산 베어스   | 이천시 | 베어스 파크              |
| 고양 히어로즈 | 고양시 | 고양 국가대표 야구훈련장 |
| SSG 랜더스    | 강화군 | SSG 퓨처스필드           |
| 한화 이글스   | 서산시 | 서산야구장               |

## 과거의 KBO 퓨처스리그 팀
| 구단명          | 연고지 | 경기장                                           | 참가기간      |
| --------------- | ------ | ------------------------------------------------ | ------------- |
| 경찰 야구단     | 고양시 | 경찰 야구단 야구장                               | 2005년~2019년 |
| 현대 유니콘스   | 고양시 | 원당야구장(1998년 이후) 숭의 야구장(1997년 이전) | 1990년~2007년 |
| 쌍방울 레이더스 | 전주시 | 전주종합경기장 야구장                            | 1990년~1998년 |

## 경기장
| 야구장                   | 도시 | 홈 구단       | 관중석   | 수용 인원 | 개장연도 | 기타                                      |
| ------------------------ | ---- | ------------- | -------- | --------- | -------- | ----------------------------------------- |
| LG챔피언스파크           | 이천 | LG 트윈스     | 852석    |           | 2014년   | 구단 소유. 천연잔디. 관중친화적인 백스탑. |
| 베어스 파크              | 이천 | 두산 베어스   | 500석    |           | 2014년   | 구단 소유. 천연잔디.                      |
| SSG 퓨처스필드           | 인천 | SSG 랜더스    |          | 500       | 2015년   | 구단 소유. 천연잔디.                      |
| 기아 챌린저스 필드       | 함평 | KIA 타이거즈  | 약 50석  |           | 2013년   | 구단 소유. 인조잔디.                      |
| 서산야구장               | 서산 | 한화 이글스   | 780석    |           | 2012년   | 구단 소유. 천연잔디.                      |
| 삼성 라이온즈 볼파크     | 경산 | 삼성 라이온즈 | 1,160석  |           | 1990년   | 구단 소유. 천연잔디.                      |
| 고양 국가대표 야구훈련장 | 고양 | 고양 히어로즈 |          |           | 2014년   |                                           |
| 상동야구장               | 김해 | 롯데 자이언츠 | 232석    |           | 2007년   | 구단 소유. 인조잔디.                      |
| 마산종합운동장 야구장    | 창원 | 창원 다이노스 | 11,000석 |           | 1982년   |                                           |
| 익산 국가대표 야구훈련장 | 익산 | kt 위즈       |          |           | 2011년   | 임대 형식. 인조잔디.                      |
| 문경상무야구장           | 문경 | 상무          |          |           | 2013년   | 구단 소유. 천연잔디.                      |

## 올스타전
퓨처스 올스타전은 프로 야구 유망주들에게 동기를 부여하고 자긍심을 심어주기 위해 열리는 경기이며, 2007년부터 시작되었다. 남부 리그 올스타(KIA 타이거즈, 삼성 라이온즈, 롯데 자이언츠, 상무), 중부 리그 올스타(한화 이글스, 창원 다이노스, SK 와이번스, 고양 히어로즈), 북부 리그 올스타(두산 베어스, LG 트윈스, kt 위즈), 2011~2014년까지 최초 독립 구단인 고양 원더스도 참가했다. 2007년 7월 18일(춘천 의암야구장)에서 첫 올스타전이 열렸고 이 경기는 3:3 무승부로 끝났으며, 2008년 8월 17일 춘천 의암야구장에서 열린 2회 대회에서는 남부가 북부를 12:2로 이겼다. 2011년 퓨처스 올스타전은 7월 16일 군산 월명야구장에서 열렸고, 북부가 남부를 3:2로 이겨 처음으로 북부가 승리한 퓨처스 올스타 경기로 기록되었다. 2012년 퓨처스 올스타전은 비로 취소되었다. 2013년 퓨처스 올스타전은 7월 18일 포항야구장에서 열렸다. 사상 처음으로 1군 올스타전과 연일제로 진행되었으며, 남부리그가 4:3으로 승리했다. 2014년 퓨처스 올스타전은 비로 취소되었다. 2015년 퓨처스 올스타전은 7월 17일 수원KT위즈파크에서 열렸다. 그리고 팀 구성도 퓨처스 나눔(SK 와이번스(현재 SSG 랜더스), LG 트윈스, 두산 베어스, 고양 히어로즈, Kt wiz)와 퓨처스 드림(KIA 타이거즈, 삼성 라이온즈, 롯데 자이언츠, 상무, 한화 이글스, 창원 다이노스)으로 변경되었다. 2020년과 2021년 퓨처스 올스타전은 코로나19 범유행으로 취소되었다.

## 같이 보기
- KBO 리그
- 한화 이글스
- KIA 타이거즈
- 고양 히어로즈
- 두산 베어스
- 롯데 자이언츠
- 삼성 라이온즈
- LG 트윈스
- 창원 다이노스
- SSG 랜더스
- Kt wiz
- 상무 야구단
- 경찰 야구단 (해체)
- KBO 퓨처스 올스타전
- 대한민국의 야구장 목록